# Chantals Beauty Camper
Chantals Beauty Camper is een Nederlands televisieprogramma dat werd uitgezonden door RTL 4. De presentatie van het programma was in handen van Chantal Janzen, aan wie het programma de titel ontleent. Het programma wordt tevens door Janzen haar productiebedrijf &C Media gemaakt. Janzen werd in het programma bijgestaan door stylisten en medepresentatoren Fred van Leer en Leco van Zadelhoff.

## Format
In het programma rijdt presentatrice Chantal Janzen samen met stylisten Fred van Leer en Leco van Zadelhoff in een roze camper door Nederland. In het programma bezoekt het trio met deze camper een kandidaat die is opgegeven omdat hij of zij een make-over heeft verdiend; iedere aflevering worden er twee kandidaten los van elkaar behandeld. 
Terwijl Janzen de taak overneemt van wat de kandidaat eigenlijk die dag had moeten doen, zorgen medepresentatoren Van Leer en Van Zadelhoff dat de kandidaat een nieuw kapsel en passende visagie krijgen; daarnaast zorgen zij samen voor een compleet nieuwe outfit voor de kandidaat.
In sommige afleveringen komt het voor dat degene die de kandidaat heeft opgegeven ook een metamorfose krijgt.

## Achtergrond
In augustus 2020 kondigde presentatrice Chantal Janzen aan bezig te zijn met dit programma. In januari 2021 werd het programma officieel door RTL 4 aangekondigd. De eerste aflevering van het programma werd uitgezonden op woensdagavond 3 maart 2021 en was goed voor 959.000 kijkers; hiermee was het de tiende best bekeken programma van die dag.
Nog voordat het eerste seizoen volledig uitgezonden was maakte RTL in april 2021 bekend dat ze al een tweede seizoen van het programma hebben besteld. Het tweede seizoen ging datzelfde jaar al, op 1 september 2021, van start. Hierbij werd de looptijd van het programma met een half uur verlengd, van 60 minuten naar 90 minuten (inclusief reclames).